# Neospintharus trigonum
Neospintharus trigonum es una especie de arácnido del orden de la arañas (Araneae) y de la familia Theridiidae y del género Neospintharus.

## Descripción

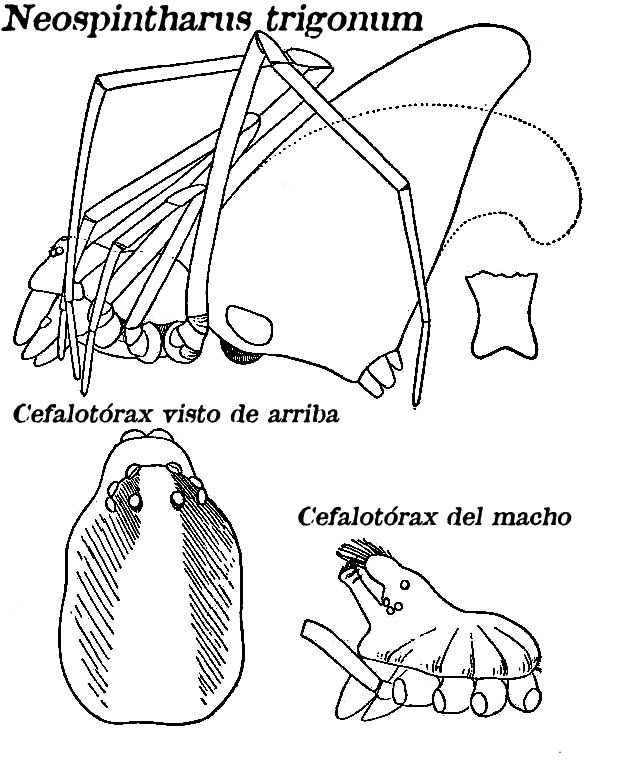
Neospintharus trigonum, Cefalotórax visto de arriba y de costado

Es una pequeña araña triangular de color amarillo, con el abdomen alto y puntiagudo. Las hembras miden 1 Octavo de pulgada de la cabeza a las hiladoras de la punta del abdomen. Visto desde arriba, el extremo del abdomen es un poco aplanada y con muescas en el medio.
La cabeza de la hembra alrededor de los ojos es ligeramente elevada. En los machos hay dos cuernos, uno entre los ojos y otro debajo de ellos. El color es amarillo claro, a veces con un brillo metálico, como si fuese dorada. En la parte posterior del cefalotórax posee tres rayas de color marrón y a veces hay manchas oscuras a los costados del abdomen y en las hiladoras. Las patas son delgadas, sin marcas, el par frontal es más largo que las demás patas.
La punta del abdomen es movible y a veces se curva hacia abajo cuando la araña es perturbada en la telaraña. Hacen las telas de araña como las de Theridion, entre las ramas de los arbustos como también entre las telarañas de otras arañas más grandes.
N. trigonum se ha encontrado en telarañas de Agelena, Theridion y Linyphia, en las partes más flojas de la telaraña, lejos del alcance de la araña. Esta cuelga de la telaraña pareciéndose a hojas de pinos o brotes que han caído en ella.
Los sacos de huevos cuelgan de la telaraña y tienen una forma peculiar, la parte superior es cónica y la inferior contraída.

## Distribución
La especie es común en Nueva Inglaterra y se encuentra en todo el país hasta el sur de la Florida.